# 在大阪シンガポール名誉領事館
もしかして
- 在大阪シンガポール名誉総領事館

ではありませんか？